# باب (مونتانا)
باب (به انگلیسی: Babb) یک محدوده ثبت‌نشده در شهرستان گلاسیر ایالت مونتانا کشور ایالات متحده آمریکا است که جمعیت آن در سرشماری سال ۲۰۱۰ میلادی، ۱۷۴ نفر بوده‌است.